# Polityka zagraniczna Republiki Teksasu
Republika Teksasu istniała w latach 1836–1846. Przez ten czas zdążyła nawiązać stosunki dyplomatyczne z wieloma państwami Europy, oraz Ameryki Północnej i Środkowej.

## Belgia
Teksas posiadał konsulat w Antwerpii. Eksportował do Belgii bawełnę i kukurydzę. Belgia natomiast eksportowała do Teksasu przede wszystkim piwo, herbatę i żelazo. Ambasada Belgii znajdowała się w Austin, a ambasada Teksasu w Brukseli.

## Dania
Dania nigdy nie uznała Republiki Teksasu z powodu traktu o przyjaźni zawartego z Meksykiem w 1827 roku. Teksas był częścią Meksyku aż do 1836.

## Zjednoczone Prowincje Ameryki Środkowej
Zjednoczone Prowincje Ameryki Środkowej, podobnie jak Republika Teksasu odłączyły się od Meksyku w celu uzyskania niepodległości. Teksas wspierał nacjonalizmy w Ameryce Środkowej, które doprowadziły w 1838 do rozpadu Zjednoczonych Prowincji Ameryki Środkowej. Później Republika Teksasu utrzymywała kontakty dyplomatyczne z Gwatemalą, i rozważała otwarcie jej ambasady w Austin, co jednak nie doszło do skutku.

## Francja
Relacje francusko-teksaskie rozpoczęły się 25 września 1839. W 1841 Francja utworzyła swoją placówkę dyplomatyczną w Austin. W tym samym roku Teksas otworzył swoją ambasadę w drugiej dzielnicy Paryża. Republika Teksasu eksportowała do Francji bawełnę, natomiast Francja eksportowała żelazo i maszyny.

## Wielka Brytania
Teksas posiadał konsulat w Londynie. Wielka Brytania miała konsulat w Houston. W 1845 Teksas był w trakcie zakładania ambasady w Londynie, co nigdy nie doszło do skutku z powodu przyłączenia Republiki do Stanów Zjednoczonych. Oficjalnie Wielka Brytania nigdy nie uznała Republiki Teksasu, z powodu bliskich kontaktów brytyjskiego rządu z Meksykiem. Głównym powodem nieuznawania Teksasu przez Wielką Brytanię było funkcjonowanie tam niewolnictwa. W Wielkiej Brytanii niewolnictwo było zakazane. Mimo wszystko obydwa państwa utrzymywały ze sobą kontakty handlowe. Brytyjczykom potrzebna była zwłaszcza bawełna w przemyśle tekstylnym.

## Meksyk
Meksyk nigdy nie uznał Republiki Teksasu. Rząd meksykański uważał Teksas za zbuntowaną prowincję, nadal należącą do Meksyku.

## Holandia
Holandia uznawała niepodległość Teksasu, który eksportował tam bawełnę i kukurydzę. Z kolei Holandia transportowała czekoladę i piwo.

## Imperium Rosyjskie
Rosja w ślad za USA uznała suwerenność Teksasu, ale nie założyła żadnej placówki dyplomatycznej w Austin, ani w żadnym innym mieście. Teksas eksportował do Rosji bawełnę i kukurydzę.

## Stany Zjednoczone
USA założyło ambasadę w Austin w 1837. W 1841 Teksas założył ambasadę w Waszyngtonie. Związki obydwu państw były bardzo silne. W Teksasie mieszkało wielu osadników pochodzących z USA. Ostatecznie w 1846 Teksas został anektowany przez Stany Zjednoczone.

## Republika Jukatanu
Jukatan miał swoją ambasadę w Austin, natomiast Teksas w Meridzie. Obydwa państwa odłączyły się od Meksyku w wyniku powstań i pomagały sobie w sporach z Meksykiem.